# Minamiashigara
Minamiashigara (japanska: 南足柄市 ?, Minamiashigara-shi) är en stad i Kanagawa prefektur i Japan. Staden fick stadsrättigheter 1972.